# الحبيل (الوادي)

تعديل مصدري - تعديل

الحبيل محلة تابعة لقرية الوادي، التابعة لعزلة جبل حريم بمديرية حزم العدين إحدى مديريات محافظة إب في الجمهورية اليمنية، بلغ تعداد سكانها 354 حسب تعداد اليمن لعام 2004.